# Generalenbuurt
De Generalenbuurt is een buurt in het stadsdeel Woensel-Zuid in de Nederlandse stad Eindhoven. De buurt ligt in de wijk Begijnenbroek. Op 1 januari 2023 telde de buurt 5.400 inwoners, verdeeld over 2.677 woningen, met een gemiddelde WOZ-waarde van € 296.000, op een oppervlakte van 0,82 km². 
De buurt heette vroeger officieel Rapenland-Oost, maar in de volksmond werd het de Generalenbuurt genoemd, verwijzend naar de straatnamen in deze buurt. Later is het dan ook officieel de Generalenbuurt geworden. De buurt ligt tussen de Montgomerylaan en de John F. Kennedylaan in. De Generalenbuurt heeft 6.500 inwoners op 3.100 woonadressen. Dat komt doordat Fase I en Fase II van "De Grijze Generaal" (een groot wooncomplex) gereed is gekomen.
Vanaf 2006 tot 2009 was er een Leefbaarheidsteam actief. Dit was een samenwerkingsverband tussen gemeentelijke diensten, politie, de woningcorporaties, Jong Nederland Rapenland, de MOON en buurtinitiatieven. De informatie uit dit samenwerkingsverband wordt via de MOON, kwartaalkrant van de Generalenbuurt in de buurt verspreid. Inmiddels is de MOON ook digitaal gegaan onder de naam "DIGI MOON" (eerste mailkrant van Eindhoven) waarop iedereen zich vrijelijk kan abonneren via de eigen buurtwebsite. Deze buurtwebsite vormt samen met de website van Kronehoef, een aangrenzende buurt, een gemeentelijk pilot. Het is de bedoeling dat buurtbewoners via de website elkaar hulp kunnen aanbieden bij persoonlijke moeilijkheden.